# Joaquim Biosca
Joaquim Biosca (segle XIX) fou un compositor de Terrassa, actiu a cavall dels segles XIX i XX, probablement fill de Marc Biosca i Barba, mestre de capella de la basílica del Sant Esperit de Terrassa. Es conserven quatre obres seves al fons musical TerC (Fons de la catedral-basílica del Sant Esperit de Terrassa).
Cal no confondre aquest autor amb el músic egarenc Joaquim Biosca i Parés (1788-1834).